# Johan Cohen Gosschalk
Johan Henri Gustaaf Cohen Gosschalk (Zwolle, 3 november 1873 - Amsterdam, 18 mei 1912) was een Nederlands jurist, graficus en kunstschilder.
Cohen Gosschalk was een zoon van Salomon Levi Cohen en Christina Gosschalk. Zijn zus, Meta Cohen was ook kunstschilder. 
Hij studeerde rechten. Hij kreeg tussen 1897 en 1900 privé schilderlessen van Jan Veth in Bussum. Hij signeerde zijn werk meestal als Johan Cohen, hoewel hij op 24 november 1902 bij koninklijk besluit toestemming had gekregen om zijn moeders achternaam aan de zijne toe te voegen. Hij schilderde onder andere portretten en landschappen. Hij was lid van Arti et Amicitiae en Sint Lucas. Hij was ook kunstcriticus en schreef artikelen voor De Kroniek, Elsevier's Geïllustreerd Maandschrift en Onze Kunst.
Hij trouwde op 21 augustus 1901 met Jo Bonger, weduwe van de kunsthandelaar Theo van Gogh die in 1891 was overleden. Zij lieten in Bussum de villa Eikenhof bouwen door architect Willem Bauer. In 1903 verhuisde het paar naar Amsterdam. Cohen Gosschalk hielp mee met de organisatie van een tentoonstelling van het werk van Vincent van Gogh in 1905 in het Stedelijk Museum. Hij schreef onder andere de biografische introductie voor de catalogus van de expositie.
Samen met zijn echtgenote spant hij zich net zoals Theo van Gogh gedaan had bijzonder in om het werk van Vincent van Gogh bekend te maken.
Na het overlijden van Cohen Gosschalk werd door zijn weduwe een tentoonstelling gehouden van zijn nagelaten werk. Zij noemde zich enige tijd daarna weer J. van Gogh-Bonger. Zijn moeder stelde in 1913 een fonds in, vanwaaruit de Cohen Gosschalkprijs werd toegekend voor veelbelovende studenten van de schilderklas van de Amsterdamse Rijksacademie.
Gosschalk ligt begraven op begraafplaats Zorgvlied, naast zijn vrouw die daar later begraven werd.

## Enkele werken

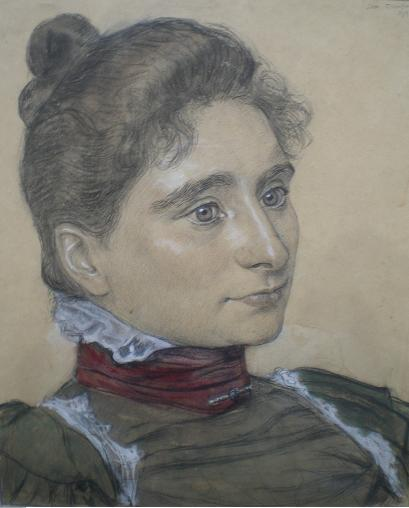
Portret van Meta Cohen Gosschalk
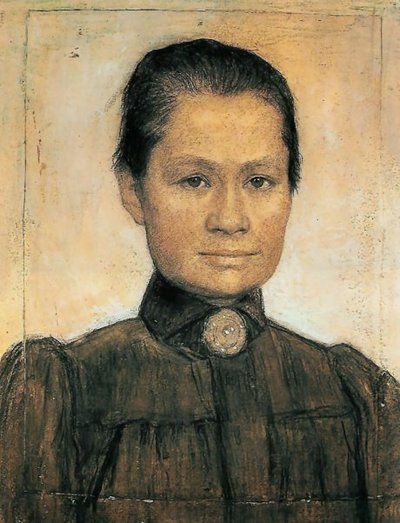
Portret van Jo Bonger (1905), in krijt en aquarel
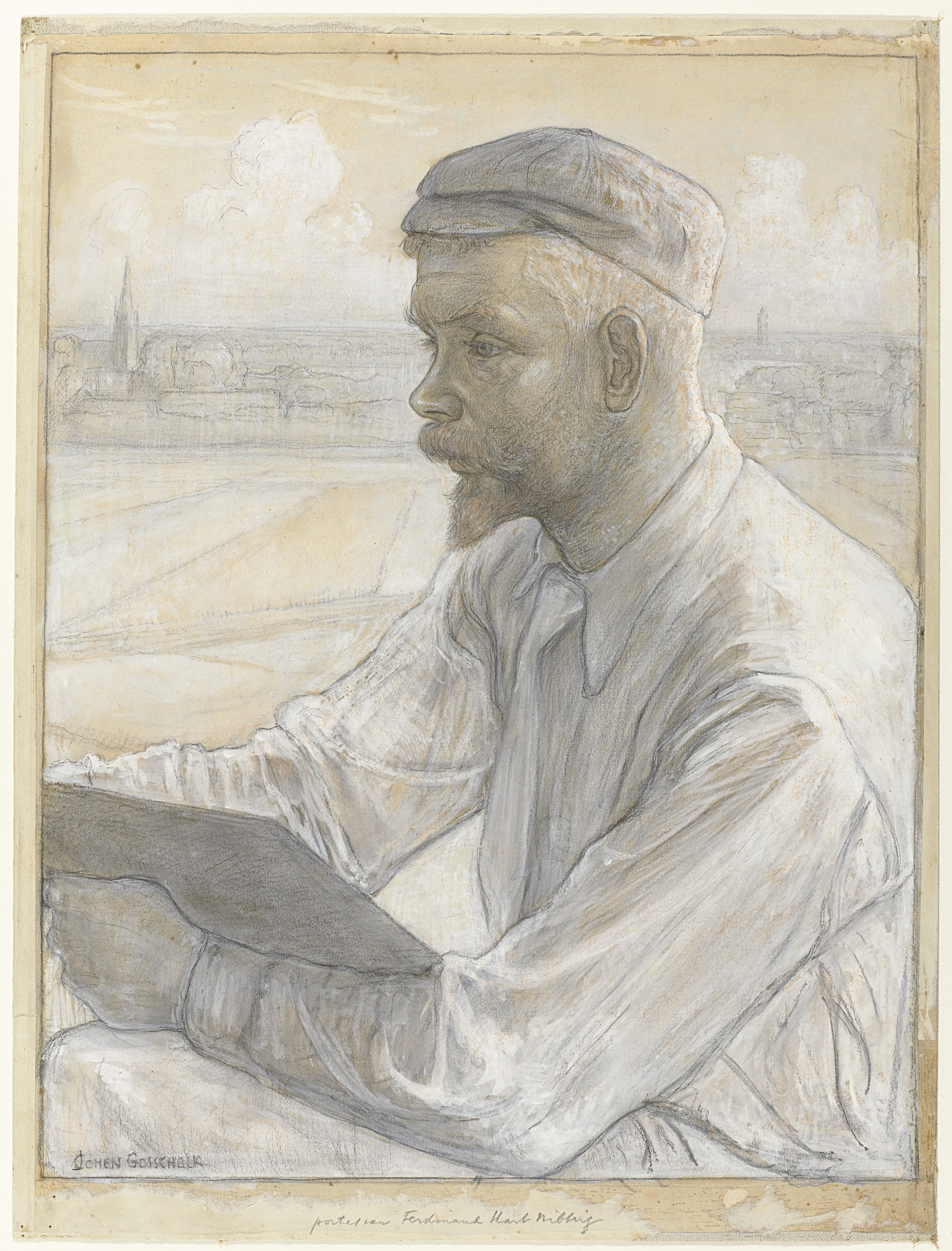
Portret van de  schilder Ferdinand Hart Nibbrig